# Anambra
Anambra è uno dei 36 stati della Nigeria, situato nel centro-sud della Nigeria con capitale Awka. Ha uno dei livelli di densità abitativa più alti di tutta la Nigeria.

## Città
- Awka
- Aguleri
- Onitsha
- Nnewi
- Obosi
- Ihiala
- Aguata
- Uli
- Abagana
- Alor
- Atani
- Nkpor
- Uke
- Ukpo
- Ogidi
- Okija
- Oraukwu
- Nnobi
- Adazi Nnukwu
- Adazi Enu
- Adazi Ani
- Nneni
- Nmiata-Anam
- Awkuzu and Ichida

## Aree a governo locale
- Aguata
- Awka North
- Anambra East
- Anambra West
- Anaocha
- Awka South
- Ayamelum
- Dunukofia
- Ekwusigo
- Idemili North
- Idemili South
- Ihiala
- Njikoka
- Nnewi North
- Nnewi South
- Ogbaru
- Onitsha North
- Onitsha South
- Orumba North
- Orumba South
- Oyi